# تک‌سالاری
نظامی سیاسی که در آن زمام حکومت در دست یک فرد قرار دارد، تک‌سالاری (به انگلیسی: Monocracy) نامیده می‌شود. در عین حال، نظامی سیاسی که در آن زمام حکومت در دست حاکم مستبد و خودکامه قرار دارد اصطلاحاً یکه‌سالاری نامیده می‌شود.
تک‌سالاری نوعی حکومت و سامانه سیاسی است که بر پایه فرمانروایی شخصی یک فرد، بدون منشأ مشخص، مشروعیت روشن یا قواعدی برای اِعمال و انتقال قدرت بنا شده است. تک‌سالاری ممکن است در قالب دیکتاتوری‌ای باشد که به نام جمهوری، دموکراسی یا به نام مردم اِعمال می‌شود. این اصطلاح به پادشاهی سنتی اشاره ندارد و معنایی فراگیرتر دارد.
از نظر ریشه‌شناسی و معنای تحت‌اللفظی، «تک‌سالاری» شامل همه گونه‌های یکه‌سالاری می‌شود؛ با این حال، در عمل، در ادبیات علوم سیاسی تعریف اصلاح‌شده‌ای از آن به‌کار رفته که شکل‌های غیرپادشاهی و غیردودمانی را مستثنا می‌سازد. در حالی که پادشاهی سامانه‌ای است که در آن «فرمانروایی فردی» اصلی پذیرفته‌شده از سوی همگان است و مشروعیت آن از سنت ناشی می‌شود و بر پایه مجموعه‌ای از قواعد برای به‌دست‌آوردن، اعمال و انتقال قدرت مشخص شده است، در تک‌سالاری، فرمانروا می‌تواند به شیوه‌ای غیرقابل پیش‌بینی و مورد به مورد، چه از راه قانونی و چه غیرقانونی، به قدرت برسد. قدرت در دست فرمانروای تک‌سالار از «هیچ‌جا» نشأت می‌گیرد؛ ممکن است این قدرت شخصی به‌طور رسمی اعلام و ابلاغ شود یا نشود، و مسئله جانشینی نیز نامشخص باقی می‌ماند.
«تصادفی‌بودن» در اینجا می‌تواند به موقعیتی اشاره داشته باشد که در آن، فرمانروا برخلاف خواست یا هدف اولیه‌اش و در پی تحولاتی که خود نیز در آن نقش داشته، به‌صورت ناخواسته به یک تک‌سالار تبدیل می‌شود. فارغ از آن‌که چنین فرمانروایی چه عنوانی برای خود برگزیند، همواره یک «شاهزاده نوظهور» (il principe nuovo) به‌شمار می‌آید، آن‌گونه که نیکولو ماکیاولی تعریف می‌کند: کسی که قدرت را به ارث نبرده، بلکه «از طریق دیگران یا سلاح‌های خود، به‌واسطه بخت یا دلاوری شخصی» آن را به دست آورده است (Prince, I, 1).
سامانه‌های تک‌سالاری در همه دوران‌ها و تمدن‌ها دیده شده‌اند، اما معمولاً در زمان‌های «گذار» و بحران ساختارهای حاکم پیشین پدید می‌آیند؛ مانند دولت‌شهرهای آریستوکرات یا دموکرات یونان، جمهوری روم و دموکراسی پارلمانی نوین. نمونه‌هایی از تک‌سالاری‌هایی که از دل چنین نظام‌هایی بیرون آمدند، عبارت‌اند از: حکومت‌های استبدادی در یونان باستان، دیکتاتوری‌های بی‌مهلت در اواخر جمهوری روم (نخست لوکیوس کورنلیوس سولا و سپس ژولیوس سزار)، حکومت محافظت‌گرایانه الیور کرامول در دوران جمهوری انگلستان، و کنسولگری ناپلئون بناپارت در پایان جمهوری اول فرانسه.
در قرن بیستم، تک‌سالاری در رژیم‌های اقتدارگرا نیز دیده شد — از جمله یوزف پیلسودسکی در لهستان، آنتونیو سالازار در پرتغال، فرانسیسکو فرانکو در اسپانیا، فیلیپ پتن در دولت فرانسه، ژتولیو وارگاس در برزیل و خوآن پرون در آرژانتین — و همچنین در رژیم‌های تمامیت‌خواه، از جمله بنیتو موسولینی در ایتالیا، آدولف هیتلر در آلمان، ژوزف استالین در اتحاد جماهیر شوروی، مائو تسه‌تونگ در چین کمونیست، و کیم ایل سونگ در کره شمالی.